# Піркко Маннола
Піркко Марта Ірмелі Маннола (нар. 27 грудня 1938 року, Сяаксмякі, Фінляндія) — фінська співачка і актриса. Вона Міс Фінляндія з 1958 року. 

## Кар'єра

### Міс Фінляндія
Піркко Маннола почала свою кар'єру підлітком наприкінці 1950-х років, як модель джемперів і купальників для Suomen Trikoo Oy у Тампере. Її брат Томі Маннола надіслав її фотографії організаторам конкурсу «Міс Фінляндія» з винагородою в 25 тисяч марок, в результаті чого Маннола отримала запрошення на конкурс 1958 року в Гельсінкі. Маннола стала 23 несподіваним переможцем гонки між 23 конкурентами 2 лютого 1958 року.
Редактор Seura (фінський журнал) Олаві Сеаксьярві, обдумуючи ідею оповідання, зв’язався з диригентом з Levytukun (компанія з імпорту музики) Куллерво Лінною та домовився про прослуховування Манноли, хоча він навіть не знав, чи вміє Маннола співати. Перед від’їздом до Гельсінкі на прослуховування Маннола отримала тиждень на тренування та три уроки вокалу від Ееро Вері. Там вона виконала пісню Пола Анки «Diana» англійською мовою. Фінська версія пісні «Rakastan sinua, Gabriel» була випущена як перший альбом Mannola, з «Hopeakuu» на зворотному боці. Відразу ж розпочалися і сценічні виступи з оркестром Куллерво Лінни. Для Levytuku був створений ще один сингл «Suukkopanttileikki», після чого Маннола переїхала до Scandia (компанія звукозапису).

### Кіноакторство

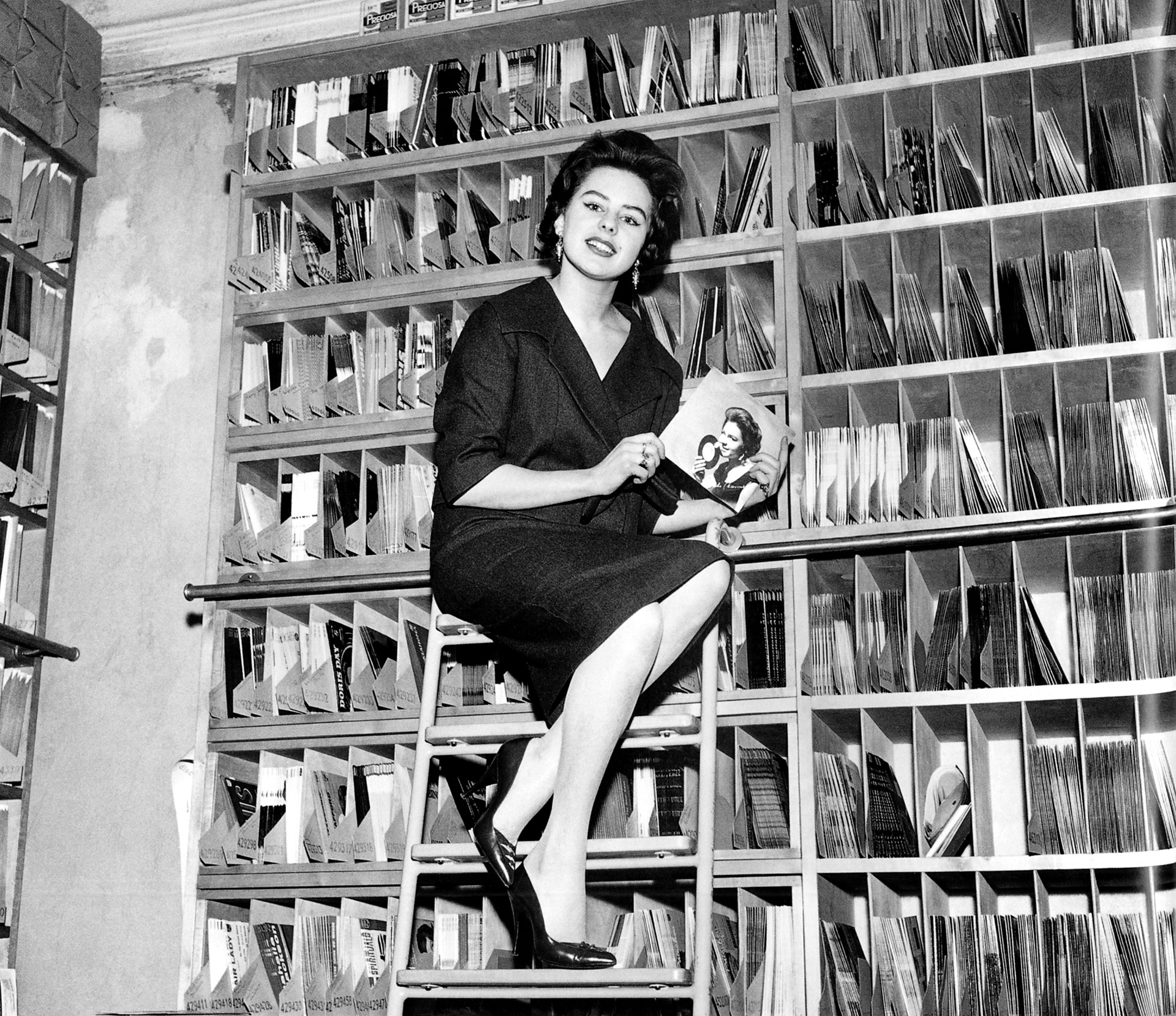
Маннола в 1960 році. (Фото Алвара Коланена.)

Влітку 1959 року почалася кінокар'єра Манноли в музичній комедії «Yks' tavallinnen Virtanen» режисера Вілле Салмінена. У фільмі Маннола заспівала кілька пісень, але голосом була Ейла Пеллінен, оскільки Маннола мала контракт з іншою компанією і тому не могла виконувати матеріал Тойво Кар’є та Рейно Хелісмаа. Прем'єра фільму відбулася 14 серпня 1959 року в Гельсінкі.
Наприкінці літа відбулися зйомки фільму від Fennada-Filmi під назвою Iskelmäketju, де Маннола виконала пісні «Tshibi-tshibi-tshibi» і «Olen rakstunut», які вона теж нещодавно записала. Режисером Аарне Таркасом одразу почалися зйомки наступного фільму «Nina ja Erik» для Suomen Filmiteollisuus. Маннола була у головних ролях, у фільмі вона виконала дві пісні, які ніколи не були записані. Прем'єра фільму відбулася в 12 лютого 1960 року. Під час публічного голосування Elokuva-Aitta за найкращу вітчизняну жіночу актрису 1959 року Піркко Маннола посіла третє місце. Через два роки вона виграла таке ж голосування.
Наприкінці 1959 року Маннола підписала трирічний контракт із Suomen Filmiteollisuus та стала акторкою із місячним окладом. Ретельний економіст, генеральний директор Тойво Сярккя повністю використав Маннолу та використав її в десяти фільмах протягом наступних кількох років. Першою в роботі стала комедія Аарне Таркаса «Isaskar Keturin ihmeelliset seikkailut». Майбутній чоловік Манноли Оке Ліндман зіграв роль другого плану. У фільмі Маннола виконала пісні «My heart guides me» і «Wheel of Fortune», які також увійшли в альбом. Прем'єра фільму відбулася 26 лютого 1960 року. Фільм отримав погані відгуки та слабку глядацьку аудиторію.

### Німеччина
Далі була легка музична комедія режисера Вілле Салмінена. Головні ролі у фільмі Kaks’ tavallista Lahtista виконали Маннола та інші. Прем'єра фільму відбулася 20 травня 1960 року . У фільмі Маннола заспівала пісні «Cinderella» та «Sydänyön hetki», перша з яких також увійшла до альбому. Фільм отримав стримані відгуки, але привернув увагу глядачів більше, ніж у середньому за рік.
Продюсер Тойво Сярккя вирішив відправити фільм для представлення на Берлінському кінофестивалі. За ідеєю Олаві Лінну, PR-менеджера Suomen Filmiteollisuus, було вирішено також відправити співаків фільму Піркко Маннола та Веса Енне. Вони виступали на відкритій сцені перед 20 тисячами слухачами. У Манноли не було часу на репетиції з вечірнім оркестром. Вона заспівала «Diana» Пола Анки. Серед глядачів сидів пошукач талантів Ханс Ролл, який зацікавився фінською співачкою. Ролл оголосив, що він знайомий з продюсером і диригентом звукозапису з найбільшої німецької звукозаписної компанії Teldec. Було організовано прослуховування з продюсером, і Маннола заспівала для нього пісню «Ich tanze mit Dir in den Himmel hinein». Виступ переконав його, і було підписано контракт на запис.
У кіноіндустрії наступним стала комедія Opettajatar seikkailee режисера Аарне Таркаса з Піркко Маннола та іншими в головних ролях. Прем'єра фільму відбулася 28 жовтня 1960 року. Критики були прохолодними, але фільм привернув увагу глядачів явно краще середнього рівня року.
Восени відбулися зйомки наступного фільму режисера Таркаса — мюзиклу «Tähtisumua». Головні ролі виконали Маннола та Еско Салмінен. Протягом наступних кількох років вони разом знялися в кількох фільмах, оскільки на той час обидва були акторами Сяркки. У фільмі Маннола виконує пісні «Oi mitkä tunteet», «Kuinka rakkaus», «Pikku pikku bikinissä» та «Nahkatakkiritari», перші дві з яких також були записані. Прем'єра фільму відбулася 13 січня 1961 року.
Наприкінці 1960 року була знята ще одна комедія Таркаса — Minkkiturkki, в якій Маннола зіграла невелику роль секретаря. Темп зйомок був настільки швидким, що Маннола деякий час жила суборендарем в однокімнатній квартирі біля студії Liisankatu SF, щоб встигати виспатися.
На межі 1960–1961 років Вілле Салмінен зняв музичний фільм «Toivelauluja». Цей фільм став першим кольоровим фільмом Манноли та останнім у кар'єрі Салмінена. Незважаючи на те, що фільм від початку до кінця складався з танців і пісень, Маннола не виконала жодної пісні. Прем'єра фільму відбулася 24 березня 1961 року. Фільм не мав успіху у глядачів, але приніс великі втрати. Ймовірно, це сприяло тому, що Suomen Filmiteollisuus пізніше трималася осторонь експериментів із кольоровими плівками.

### Німецький ринок
Подвійні приголосні були виключені з імені Маннола, щоб німецька публіка могла знати його під легшим для вимови «Пірко Манола». Першими записами для німецького ринку стали пісні «Bam-Schi-Bam» і «Weil es die Liebe so will», які вийшли на лейблі Decca. Німецькі записи Манноли не звучали у Фінляндії в той час, оскільки Decca у Фінляндії був лейблом Fazer і, отже, конкурентом Scandia. Маннола багато гастролювала по Західній Німеччині з оркестрами. Для Scandia Піркко записала «Bam-Schi-Bamin» фінською мовою під назвою «Maailman paras levy».
Влітку 1961 року у Фінляндії знову знімали фільм «Tyttö ja hattu» Аарне Таркаса. Головні ролі виконали Піркко Маннола та інші. У фільмі Піркко виконала шість пісень, які не були записані. Прем'єра фільму відбулася 4 серпня 1961 року. Кількість глядачів була трохи вищою за середню за рік. Тоді ж була знята режисерська робота T. J. Сяркка Miljoonavaillinki Піркко Маннола та іншими в головних ролях. У фільмі Маннола виконала пісню «Cha-Cha-Cha», яку вона ніколи не записувала. Прем'єра фільму відбулася 13 жовтня 1961 року.
Взимку знімали комедію від Eemeli «”Ei se mitään!” sanoi Eemeli», режисером якого став Оке Ліндман. Головні ролі виконали Маннола та інші. На той момент Маннола і Ліндман вже зустрічалися, але стосунки довгий час трималися в секреті.

### Дуети та Євробачення
У ті роки в Німеччині були дуже популярні різноманітні дуетні записи. Маннола зробила дует разом зі співаком Він Хупом. Хуп, серед іншого, представляв Німеччину на пісенному конкурсі Євробачення 1960 року і посів четверте місце. Пара брала участь у німецькому національному відборі на пісенний конкурс Євробачення 1962 року з піснею «Mama will Dich sehn», посівши четверте місце. Корнелія Фробесс здобула перемогу. Того ж року Маннола також брала участь у національному відборі на пісенний конкурс Євробачення 1962 у Фінляндії з піснею «That's how love is». Сингл Mama will Dich Sehn було продано понад 50 тисяч штук за пару тижнів і породили нові пропозиції про роботу: гастролі з Віном, Гайді Брюль і Наною Мускурі у супроводі великого оркестру.
У Фінляндії відбулися зйомки фільму Ihana seikkailu режисера T. J. Сяркки. У головних ролях були Піркко Маннола та інші.
Експорту в Німеччині було достатньо: виступи на радіо у власному шоу Werner Müller Magazin, виступи на телебаченні, ресторанне шоу Віко Торріані в Гамбурзі та інші записи як соло, так і в дуеті з Віном. Іноді Маннола поверталася до Фінляндії, щоб знімати більше фільмів і записувати, а також грати з Гербертом Кацом і оркестром Куллерво Лінни. Однак постійний спів на концертах почав напружувати горло, що призвело до хрипоти та постійних візитів до лікаря. Мозолі в горлі потребували операції. Це було, найбільшою причиною переривання довгострокової кар'єри Манноли, як звукозаписуючої та концертної співачки.
У 1963 році у Фінляндії почався страйк акторів, який майже повністю припинив виробництво Suomen Filmiteollisuus. На початку зими було знято музичну розвагу Teerenpeli з непрофспілковими акторами та акторами-аматорами під керівництвом Аарне Таркаса, з Маннолою та іншими в головних ролях. Після закінчення фільму робота в залах Liisankatu SF повністю припинилася. Влітку також був розірваний контракт з Маннолою. Кілька років Suomen Filmiteollisuus плуталася, знімаючи невеликі комерційні фільми, але в 1965 році оголосила про банкрутство та припинила діяльність.
Влітку 1963 року був знятий фільм Villin Pohjola salattu laakso, спродюсований Томмі Рінне та режисурою Аарне Таркаса, останній із лапландських вестернів, знятих на той час. Фільм став фінансовою катастрофою і залишився єдиним фільмом Рінне.

### Театр

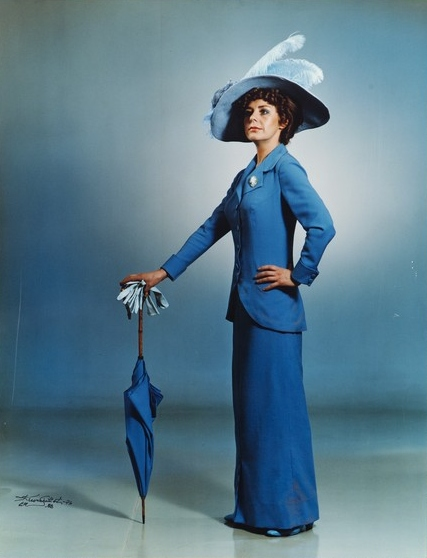
Піркко Маннола в 1976 році в ролі Пігмаліона.

Восени 1963 року Маннола зробила новий прорив, як театральний актор, коли її взяли на роль у мюзиклі «Kahdeksikko» у Lilla Teatern. Мюзикл мав успіх у критиків і глядачів. Шоу також відвідало Швецію. Маннола також виконала цю ж роль у фінській версії мюзиклу Kahdeksikko в театрі Тампере. Іншими виступами Манноли в театрі Lilla Teatern були «Ро, ро» та «Den som stjäl en fot får tur i kärleken» Даріо Фона, режисером якого був сам Фо. Окрім театральних виступів, Маннола також виступала як співачка, наприклад, у Kalastajatorpa та в серіалі «Sisarukset» з Брітою Койвунен. Навесні 1964 року Маннола ще раз спробувала взяти участь у фінському національному відборі на пісенний конкурс Євробачення 1964 та посіла четверте місце зі своєю піснею «Bzzz bzzz bzzz», яка також була записана. Перемогу здобув Лассе Мортенсо з піснею «Laizotellen».
Влітку 1964 року був знятий фінсько-американський спільний фільм «Juokse kuin varas» з актором американського телесеріалу Річардом Лонгом у головній ролі. В інших головних ролях були помічені Піркко та Оке Ліндман. Цей фільм це пригодницька історія духовного агента часів холодної війни в Гельсінкі в стилі великого світу. Проте фільм так і не потрапив у широкий прокат у США. На телебаченні Маннола розпочала серію скетчів Аарне Таркаса «Kuten haluatte». Загалом серіал виходив на Mainos-TV протягом шести сезонів.
Коли Ґьоста Бернхард захотів її на головну роль у виставі En flicka i soppan, це став справжнім успіхом для Манноли. Оригінальна п’єса Теренса Фрісбі «There's a Girl in My Soup» кілька років йшла в лондонському Вест-Енді при повних залах. П'єса була поставлена в гетеборзькому театрі Лісеберг більше 300 разів і зібрала понад 130 000 глядачів. Коли вистава в Гетеборзі закінчилася, її перемістили в шведський театр у Турку в 1969 році, де Маннолу та Лейфа Вагера режисерував її новий чоловік Оке Ліндман. Пара таємно одружилася в Стокгольмі близько Різдва 1968 року. Томмі Рінне взяв виставу Tyttö sopassa в Гельсінкі, який став місцем тривалої роботи Манноли до 1980-х років.
У 1971 році Fri som fjärile чергував у театрі в Стокгольмі, але вистава провалилася через недосвідченого режисера. Під час літніх гастролей п'єси Riksteatern, вона була кращою і отримала нагороду від міста Стокгольма. У 1978 році народження її дочки Гайді деякий час заважало Маннолі займатися кар'єрою, але в 1980 році робота знову продовжилася.
2000-ті роки почалися для Піркко Манноли в головній ролі мюзиклу Hello Dolly!. У Турку він також брав участь у виставах The Rocky Horror Show, Spelman på taket, Emil i Lönneberga та Pirkko in på livet. За цим послідували виступи на Komediateatteri Arena та телевізійні виступи в серіалах Schlager på lager і Presidentit, а також у фільмі Onnen varjot. Вона залишив шведський театр у Турку влітку 2003 року.

### Дами на гастролях
Після тривалої перерви співоча кар'єра Манноли знову почала відроджуватися. У 1986 році вийшов перший альбом Манноли (усі записи в 1960-х роках були синглами) під назвою On vana lempi rinnassain. У 1991 році Піркко Маннола, Бріта Койвунен і Вієно Кекконен здійснили концертний тур, виконуючи старі хіти. Регулярні концерти тривали протягом 1990-х років. У 1997 році тріо випустило альбом Kulta-ajan tähdet. Після того як Бріта Койвунен покинула концерт, її замінила Мар'ятта Леппянен.
У 1991 році Маннола була помічена у фільмі Iskelmäprinssi, знятому в стилі фільмів iskelmä початку 1960-х років. У фільмі можна побачити інших співочих зірок минулих років. У 1990-х роках Маннолу можна було побачити в телевізійних серіалах, таких як Tavaratalo, Varustamo, Klubi, Ihana mies і Pieni pala gummuaa, а також у фільмі «Ylöjuna».

## Особисте життя
Маннола вийшла заміж за Оке Ліндмана в 1968 році. Мають доньку 1978 року народження. Ліндман помер у 2009 році. У 2009 році Маннола посіла друге місце в телевізійному конкурсі «Tanssii tähtien kanssa». З 2016 року вона була заручена з хокейним інфлюенсером Йораном Стуббом. Того ж року пара мала одружитися, але весілля відклали, і в 2024 році вони все ще не одружені.
На початку 2019 року у Манноли виявили рак молочної залози, її прооперували та пройшли курс опромінення. 

## Дискографія
Студійні альбоми
- On vanha lempi rinnassain (1986)
- Kulta-ajan tähdet (1997) Brita Koivusen & Vieno Kekkosen kanssa

## Фільмографія
- Yks’ tavallinen Virtanen (1959)
- Iskelmäketju (1959)
- Nina ja Erik (1960)
- Isaskar Keturin ihmeelliset seikkailut (1960)
- Kaks’ tavallista Lahtista (1960)
- Opettajatar seikkailee (1960)
- Tähtisumua (1961)
- Minkkiturkki (1961)
- Toivelauluja (1961)
- Tyttö ja hattu (1961)
- Miljoonavaillinki (1961)
- ”Ei se mitään!” sanoi Eemeli (1962)
- Ihana seikkailu (1962)
- Teerenpeliä (1963)
- Villin Pohjolan salattu laakso (1963)
- Juokse kuin varas (1964)
- Tänään olet täällä (1966)
- Miljardin dollarin aivot (1967)
- Meren kasvojen edessä (1967)
- Leikkikalugangsteri (1969)
- Klippet (1982)
- Harjunpää ja kylmä kuolema (1983)
- Harmagedon (1986)
- Lumottu tie (1986)
- Härän vuosi (1988)
- Iskelmäprinssi (1991)
- Yöjuna (1996)
- Ihana mies (1999)
- Onnen varjot (2005)
- Risto Räppääjä (2008)
- Rööperi (2009)
- Täydellinen joulu (2019)